# 1963 en Belgique
Chronologie de la Belgique
- 1959
- 1960
- 1961
- 1962
- 1963
- 1964
- 1965
- 1966
- 1967

Cette page recense des événements qui se sont produits durant l'année 1963 en Belgique.

## Chronologie
- 30 juillet : loi sur le régime linguistique dans l'enseignement[1].
- 2 août : loi sur l'emploi des langues dans l'administration. Création de quatre régions linguistiques (allemande, française, néerlandaise et bilingue à Bruxelles)[1].
- 9 août : loi sur l'emploi des langues en matière judiciaire[1].

Les quatre régions linguistiques de Belgique:
- langue néerlandaise (en jaune)
- bilingue (Bruxelles-Capitale, en hachuré)
- langue française (en rouge)
- langue allemande (en bleu)

## Culture

### Architecture

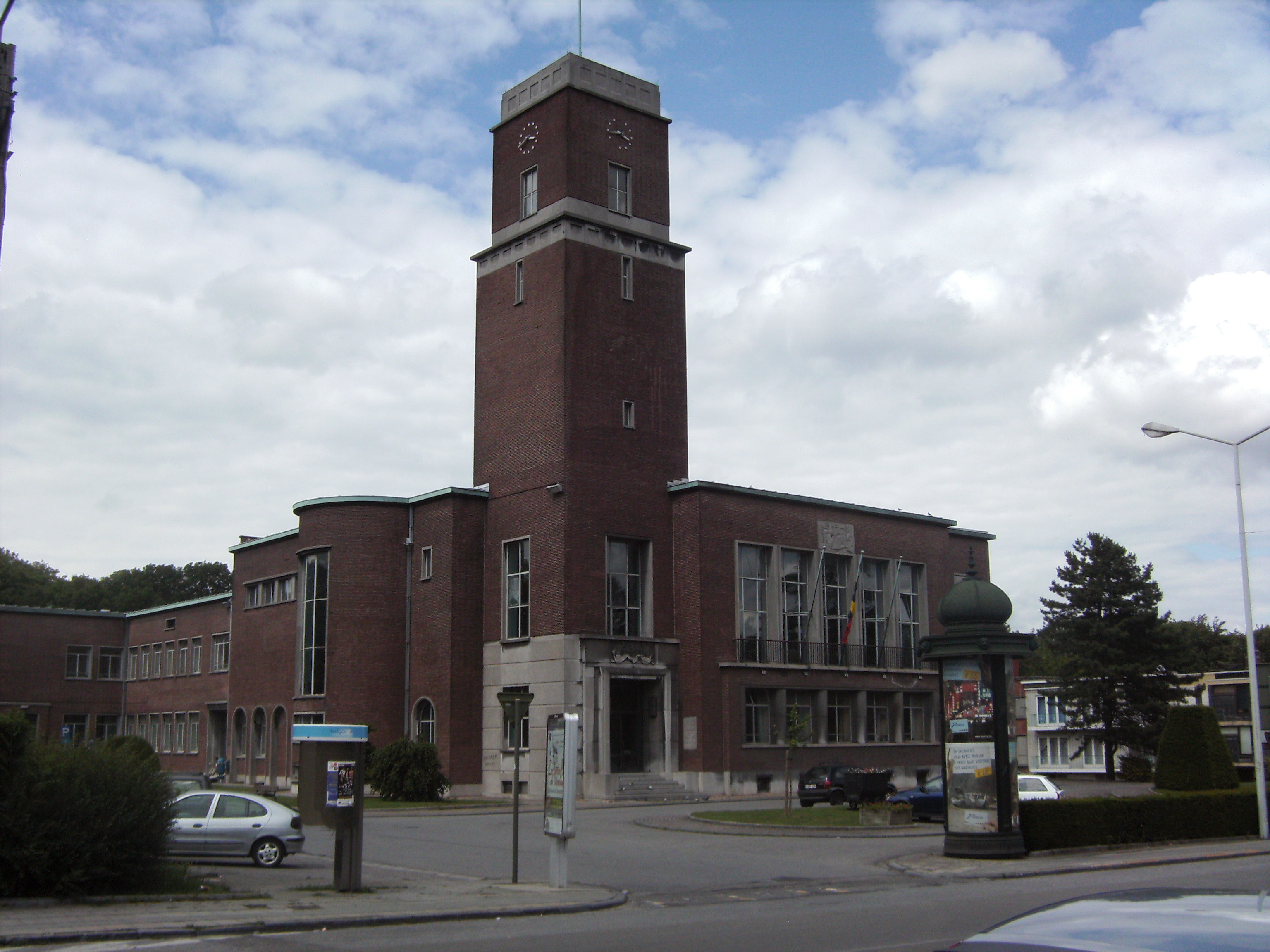
Maison communale de Marcinelle (Joseph André)

### Bande dessinée
- Les Bijoux de la Castafiore.

### Littérature
- Prix Rossel : Charles Bertin, Le Bel âge.

## Sciences
- Prix Francqui : Hubert Chantrenne (biologie moléculaire, ULB).

## Statistiques
- Population totale au 1er janvier 1963 : 9 251 414 habitants[2].